# トップスチュワーデス物語
『トップスチュワーデス物語』（トップスチュワーデス ものがたり）は、深田祐介の小説、またこれを原作とするテレビドラマ。

## 小説
単行本は1990年、集英社刊。文庫本は1992年、集英社文庫刊。

## テレビドラマ
『トップスチュワーデス物語』は、深田祐介の小説を原作として、1990年4月17日から同年6月26日にかけてTBS系列で、毎週火曜日に放送されたテレビドラマ。
1983年に放送され、大げさな台詞と衝撃的なストーリー展開を特徴とした『スチュワーデス物語』とは打って変わって、ストーリーもコメディーテイストとなっている。

### ストーリー
日本航空に勤務する落ちこぼれの客室乗務員が、ドジをふみながらも、最高の客室乗務員になるために努力するさまを描いているフィクションドラマである。スチュワーデスらの奔放な青春と彼女たちに振り回される主人公（山田邦子）の悪戦苦闘ぶり、そして家業（道後温泉の旅館）の跡継ぎから逃れ結婚に向けて焦りまくる主人公と妹（井森美幸）による結婚競争が軸となって展開される。

### サブタイトル一覧
| 話数 | 放送日        | サブタイトル             | 脚本             | 監督     |
| ---- | ------------- | ------------------------ | ---------------- | -------- |
| 1    | 1990年4月17日 | 美人姉妹!!空の激突       | 大石静、加瀬高之 | 國原俊明 |
| 2    | 1990年4月24日 | 恋の太平洋航路           | 大石静、加瀬高之 | 國原俊明 |
| 3    | 1990年5月1日  | ふまれても、けられても!! | 大石静、加瀬高之 | 加藤仁   |
| 4    | 1990年5月8日  | 新人は美男子よ ワッ!!    | 友澤晃           | 加藤仁   |
| 5    | 1990年5月15日 | 泣いてたまるか、根性だ!! | 友澤晃           | 國原俊明 |
| 6    | 1990年5月22日 | もてる『女』になるぞ!    | 大石静 ほか      | 江崎実生 |
| 7    | 1990年6月5日  | 勇気ふるって求愛!!       | 加瀬高之         | 江崎実生 |
| 8    | 1990年6月12日 | 恋の意地悪ごっこ!        | 大石静           | 國原俊明 |
| 9    | 1990年6月19日 | フラれても、フラれても   | 大石静           | 加藤仁   |
| 10   | 1990年6月26日 | 女は度胸で、大逆転!      | 加瀬高之         | 國原俊明 |

### キャスト
- 山田邦子（アシスタントパーサー・春野宴（うたげ）役）
道後温泉の旅館の娘。明るく仕事熱心だが、おっちょこちょいなのが玉に瑕。能天気で失敗をくり返す「JALの3バカ烏」に手を焼く。
- 田中美奈子（鈴木華江（はなえ）役）
宴の後輩スチュワーデス。能天気で失敗ばかり。環からは美栗・乃梨子と共に「JALの3バカ烏」と見下されている。
- 有森也実（林美栗（みくり）役）
宴の後輩スチュワーデス。「JALの3バカ烏」の1人。
- とよた真帆（高橋乃梨子（のりこ）役）
宴の後輩スチュワーデス。「JALの3バカ烏」の1人。
- 井森美幸（春野環（たまき）役）
宴の妹。姉・宴同様仕事熱心で、JALきっての優秀なスチュワーデス。
- 石田ひかり（横山さくら役）
新人スチュワーデス。
- 田中陽子（安藤翼（つばさ）役）
開作の妹で高校生。将来の夢はスチュワーデスだが、再生不良性貧血を抱えており、兄・開作に反対されている。
- 松村雄基（チーフパーサー・安藤開作（かいさく）役）
宴とは同期で、おっちょこちょいな彼女や「JALの3バカ烏」を怒鳴ってばかりいるが、妹・翼を助けた彼女たちに土下座して感謝したことも。
- 唐沢寿明（整備士・小川役）
スチュワーデス達の憧れの的。
- 咲輝
- 阿本真亜子
- 井上明美[1]
- 風間みつき
- 土屋貴子
- 牧瀬里穂（新人スチュワーデス役）※1話、2話のみ出演。
- 秋本奈緒美（パーサー役）
- 桜金造
- 亀井光代
- 小林稔侍（マネージャー・奥山役）
宴の明るく仕事熱心な面に一目置いているが、時には叱責することもある。宴に片思いされている。
- 高樹澪
- 京本政樹
- 倉田保昭
- 新藤栄作　最終話、乗客の医者役
- 薬丸裕英（新米アシスタントパーサー・松下役）
スチュワーデス達の憧れの的。緊張から失敗をくり返し、開作に叱責されてしまう。
- 高松英郎（春野姉妹の父親役）
道後温泉の旅館の支配人。宴・環に実家を継ぐよう迫る。
- 野際陽子（ホテル経営者・前田兼子役）
- 森尾由美（女性整備士役）

※後にTBSアナウンサーとなる秋沢淳子（1991年入社）が大学生時代、本作にその他大勢のスチュワーデス役で出演していた。

### スタッフ
- 監督：國原俊明、江崎実生、加藤仁
- 脚本：大石静、加瀬高之、友澤晃
- 原作：深田祐介「トップスチュワーデス物語」（集英社刊）
- プロデューサー：野添和子、福富京子、近藤一男、内野建（TBS）
- 音楽：菊池俊輔
- 主題歌：「夢みてTRY」田中美奈子
- 技術：松岡良治（スタジオスタッフのみ）
- 撮影：山崎忠／西舘博光（スタジオスタッフのみ）
- 美術：杉川広明、泉人士／坂上建司（スタジオスタッフのみ）
- 照明：小川正治／川口祐司（スタジオスタッフのみ）
- 調整：小高宏文
- 録音：新川昌史／宮田泰司（スタジオスタッフのみ）
- 整音：辻井一郎（アオイスタジオ）
- 編集：藤田光男
- 記録：山下千鶴
- VTR編集：佐々間清志（IMAGICA）
- 効果：佐々木英世（東洋音響）
- 選曲：佐藤啓（サウンド・オフィス）
- 衣装：伊藤知子
- メイク：田中佐代子、高梨由美子
- スチル：岩宮秀憲
- 仕上：松本泰生
- 助監督：島田晃
- 制作主任：高橋政彦
- 美術制作：白井浩二（スタジオスタッフのみ）
- 大道具：内山逸己（スタジオスタッフのみ）
- 装飾：野呂利勝（スタジオスタッフのみ）
- 持道具：佐藤章（スタジオスタッフのみ）
- 技術協力：東通
- 美術協力：大映テレビ美術部、アックス（スタジオのみ）
- スタジオ：緑山スタジオ・シティ
- 製作：大映テレビ株式会社、TBS